# Atsuko Ishizuka
Atsuko Ishizuka (いしずかあつこ Ishizuka Atsuko?, nacida el 3 de septiembre de 1981) es una animadora, dibujante de guiones gráficos y directora japonesa. Comenzó su carrera de animación después de unirse a Madhouse en el 2004.

## Carrera profesional
El viaje de Ishizuka para convertirse en animador fue bastante inusual para los estándares de la industria en Japón. A diferencia de muchos de sus contemporáneos, no creció viendo anime en la televisión, sino que desarrolló un interés por la música y las artes gráficas. Al graduarse de la escuela secundaria, decidió enfocarse en el diseño gráfico e ingresó a la Universidad de las Artes de la Prefectura de Aichi. Mientras estaba allí, se le pidió que hiciera un proyecto artístico y eligió hacer un video animado porque le permitiría combinar sus dos áreas de interés. De esta manera, ingresó al mundo de la animación sin intentar asegurar una carrera, sino hacer arte por el arte.
Durante su educación en la escuela de arte, Ishizuka hizo una serie de cortometrajes animados para su propio disfrute, a menudo con música. Una de estas películas, Gravitation, que más tarde se presentó en el Festival Internacional de Cortometrajes de Teherán de 2005, llamó la atención tanto del gigante de la radiodifusión japonesa NHK como de Madhouse. NHK contactó rápidamente a Atsuko con una oferta para que animara un segmento de video musical para el programa de cortometrajes popular y de larga duración Minna no Uta, que fue diseñado para destacar a los próximos animadores y músicos independientes. Sin embargo, en ese momento Ishizuka ya había sido contratada por Madhouse como asistente de producción y, sintiendo que no sería correcto aceptar trabajo independiente fuera del estudio, los rechazó. Sin embargo, el personal de Minna no Uta no estaba dispuesto a rendirse y solicitaron que Madhouse se hiciera cargo del proyecto de video musical con Ishizuka como director. El estudio estuvo de acuerdo, y en 2004, Atsuko subió de rango para su primera película profesional, Tsuki no Waltz.
Desde entonces, Ishizuka ha seguido trabajando en proyectos de Madhouse como animador de planta (incluida la serie de televisión Monster) y ha dirigido un cortometraje adicional para Minna no Uta titulado Sen no Hana Sen no Sora. Después de esto, ascendió a asistente de dirección en Nana. Su arte se presentó en la Feria Internacional de Anime de Tokio de 2007, y Madhouse comenzó a promover su talento públicamente, lo que llevó a algunos dentro de la industria a especular que se convertiría en la primera directora del personal de planta en el estudio. Poco después, se anunció que volvería a desempeñar el papel de asistente de dirección de la próxima adaptación al anime del popular juego en línea coreano MapleStory. Su continuo ascenso en la prominencia en el estudio se confirmó aún más cuando el director del estudio, Masao Maruyama, la identificó (junto con Satoshi Kon) como uno de los talentos de la compañía. Ishizuka finalmente fue elegido para dirigir una serie de televisión (junto con otros cuatro, incluido Morio Asaka) con el lanzamiento en octubre de 2009 de Aoi Bungaku, una adaptación de seis clásicos literarios japoneses. Codirigió Supernatural junto a Shigeyuki Miya.

## Filmografía

### Series de Televisión
- Monster (2004-2005): producción de diseño, guion gráfico (ep 74).
- Nana (2006–2007): asistente de dirección, guion gráfico (ep 14, 40), directora de episodios (ep 4, 17, 18, 22, 28, 31, 32, 39, 40, 45), animación clave (ep 4, 5, 10).
- MapleStory (2007–2008): asistente de dirección, guion gráfico y directora de episodios (6, 25), guion gráfico (ep 16, 21)
- Top Secret ~The Revelation~ (2008) – Guion gráfico y directora de episodios (ep 16, 25)
- Kurozuka (2008) - guion gráfico y dirección de ED
- Mōryō no Hako (2008) – Directora del episodio (ep13)
- Chi's Sweet Home: New Address (2009) - Guion gráfico (ep. 13-16)
- Aoi Bungaku ( The Spider's Thread / Hell Screen ) (2009) – Directora, guion, guion gráfico
- Chihayafuru (2011-2012) - Storyboard (ep 2, 16), directora del episodio y animación clave (ep 20)
- ¡Btooom! (2012) - Guion gráfico (ED)
- Sakura-sō no Pet na Kanojo (2012–2013) - Directora, guion gráfico y director de episodios (ep1, 6, ED2), guion gráfico (ep8, 23), director de episodio (ED1, ep24)
- No Game No Life (2014) - Directora, guion gráfico y directora de episodios (ep 1), guion gráfico (ep 12)
- Hanayamata (2014) - Directora, guion gráfico OP y dirección, guion gráfico (ep 8), directora de episodios (ep 1, 12)
- Prince of Stride: Alternative (2016) - Directora, guion gráfico y directora de episodios (OP, ep 1), guion gráfico (ep 2, 3)
- Sora Yorimo Tōi Basho (2018) - Director,[7] guion gráfico y director de episodios (OP, ep 1, 13), guion gráfico (ep 2, 3, 12)

### OVA
- Sobrenatural: la serie de animación (2011) – Directora (ep 2, 3, 6, 7, 9, 10, 11, 15, 16, 18, 20), guion gráfico y directora de episodios (ep 20), guion gráfico (ep 2, 7 ), directora de episodio (ep1)

### Películas
- Forest of Piano (2007) - Directora de unidad
- No Game, No Life Zero (2017) - Directora
- ¡Adiós, Don Glees! (2022) - Directora, guion[8]

### Videojuegos
- Persona 4 Golden (2012) - Directora de animación de apertura
- Persona 4: The Ultimate in Mayonaka Arena (2012) - Directora de cine de animación

### Videos musicales
- Tsuki no Waltz (2004) - Directora
- Sen no Hana, Sen no Sora (2005) - Directora
- LUCY (2007) - Directora